# Pink Spider
"Pink Spider" (ピンク スパイダー, Pinku Supaidā) é o nono single do músico japonês hide, o segundo sob o nome de hide with Spread Beaver, lançado em 13 de maio de 1998, onze dias após sua morte. Alcançou a primeira posição na Oricon Singles Chart e foi o 11° single mais vendido do ano, com mais de um milhão de vendas certificadas pela RIAJ. Também foi nomeado "Canção do Ano" na 13° edição do Japan Gold Disc Awards.

## Visão geral
O nome do single veio do apelido que Toshi deu a Hide por conta do estilo de seu cabelo. Lançado em 13 de maio de 1998, "Pink Spider" foi o primeiro material publicado após a morte de hide em 2 de maio. Seu videoclipe foi dirigido por Shūichi Tan, que anteriormente dirigiu o videoclipe de "Rocket Dive". Foi filmado no Hotel Alexandria enquanto hide estava gravando em Los Angeles na época. Uma versão ao vivo de "Pink Spider" foi incluída na regravação de 2000 de "Tell Me". Foi tocada em 18 de novembro de 1998 durante a turnê Tribal Ja, Zoo, realizada pelo Spread Beaver usando playback dos vocais de hide.
Em 22 de novembro de 2006, o single foi relançado. Em 8 de dezembro de 2010, foi relançado novamente como parte do terceiro lançamento de "The Devolution Project", que foi o lançamento dos onze singles originais de hide em vinil de disco de imagem.

## Recepção
"Pink Spider" estreou na primeira posição nas paradas semanais da Oricon com mais de 513 mil cópias vendidas na semana inicial do lançamento. No final do ano, vendeu 1.033.770 cópias, tornando-se o 11º single mais vendido do ano e certificado Milhão pela Recording Industry Association of Japan. Também foi nomeado "Canção do Ano" no 13º Japan Gold Disc Award. O videoclipe da música ganhou o prêmio Escolha da Audiência International (Japão) no MTV Video Music Awards de 1998 e foi eleito o melhor do ano pelo Space Shower Music Video Awards.

## Legado
Em 2011, foi criada uma peça de teatro musical baseada na canção e apresentando-a, também recebendo o nome de Pink Spider. Foi exibida de 8 a 27 de março no Tokyo Globe Theatre e depois em Fukuoka, Kobe, Nagoya, Niigata, Sendai e Sapporo em abril.
Versões cover
O primeiro cover oficial foi tocado por Siam Shade e Cornelius no álbum de tributo a hide de 1999, Hide Tribute Spirits. Posteriormente, a faixa foi regravada por Sadie para o álbum tributo seguinte Tribute II -Visual Spirits- e por Kiryu para o Tribute III -Visual Spirits-, ambos lançados em 3 de julho de 2013. Para o Tribute VII -Rock Spirits-, lançado em 18 de dezembro de 2013, os membros do Spread Beaver Joe, I.N.A e Chirolyn se uniram a Pata e Shame para gravar uma nova versão da música sob o nome de "The Pink Spiders". Miyavi também fez um cover da música para o álbum Tribute Impulse de 6 de junho de 2018.
A banda de nu metal Rize também fez um cover de "Pink Spider" e lançou-a como single em 2006. Rize apresentou sua versão ao vivo no hide memorial summit em 3 de maio de 2008, e no dia seguinte do festival o X Japan a tocou com Sugizo e Shinya do Luna Sea.
Também foi reproduzida por Heidi na compilação Crush! -90's V-Rock Best Hit Cover Songs-, lançado em 26 de janeiro de 2011 e apresenta bandas visual kei atuais cobrindo músicas de bandas que foram importantes para o movimento visual kei dos anos 90. O Defspiral fez um cover para seu single de 2011 "Reply -Tribute to hide-", que também incluiu as covers da banda de três outras canções do hide.
Kumi Koda, uma das artistas japonesas mais bem sucedidas de todos os tempos, incluiu um cover em seu álbum de 2013 Color the Cover. Sua reprodução da música estreou no J-Wave em 24 de janeiro. O videoclipe é uma adaptação do mangá Buffalo Gonin Musume. No início de sua carreira, Koda se apresentou no museu de hide em 2002. Sua versão foi incluída no álbum de tributo a hide Tribute VI -Female Spirits-, lançado em 18 de dezembro de 2013.
Luna Sea fez um cover de "Pink Spider" no primeiro dia de seu festival, Lunatic Fest, em 27 de junho de 2015. O guitarrista deles, Inoran, mais tarde incluiu um cover em seu álbum solo de agosto de 2015, Beautiful Now.

## Faixas
| N.º | Título                            | Duração |  |
| 1.  | "Pink Spider"                     | 3:42    |  |
| 2.  | "Pink Spider (Voiceless Version)" | 3:54    |  |
| 3.  | Sem título (Faixa escondida)      | 5:48    |  |

- A terceira faixa oculta sem título começa após 5 minutos e 27 segundos de silêncio, representando 27 de maio, data do lançamento de "Ever Free" e então uma parte desta música é tocada.

## Créditos
Créditos retirados do encarte de Ja, Zoo.
- hide - voz, guitarra, baixo
- Joe - bateria
- Eiki "Yana" Yanagita - bateria
- Hide Fujiko - voz feminina
- Bill Kennedy - engenheiro de mixagem
- Doug Trantow - engenheiro assistente (Scream)
- Eric Westfall - engenheiro de gravação (Sunset Sound)
- Daiei Matsumoto - engenheiro de gravação (Hitokuchizaka-Studio)
- Kazuhiko Inada - engenheiro de gravação
- Hiroshi Nemoto - engenheiro assistente (Hitokuchizaka-Studio)
- Kevin Dean - engenheiro assistente (Sunset Sound)